# 22275 Barentsen
22275 Barentsen este un asteroid din centura principală de asteroizi.

## Descriere
22275 Barentsen este un asteroid din centura principală de asteroizi. A fost descoperit pe 18 ianuarie 1982 la Stația Anderson Mesa de Edward L. G. Bowell. Asteroidul prezintă o orbită caracterizată de o semiaxă mare de 2,40 ua, o excentricitate de 0,20 și o înclinație de 27,2° în raport cu ecliptica.